# Diario clinico
Il diario del paziente è uno strumento utilizzato durante un trattamento della malattia o una sperimentazione clinica per valutare le condizioni del paziente (ad esempio gravità dei sintomi, qualità della vita) o per misurare la conformità del trattamento. Il diario elettronico del paziente registra i dati in un dispositivo di memorizzazione e consente di monitorare automaticamente l'ora in cui è stata effettuata la registrazione. 
La registrazione frequente dei sintomi mediante un diario aiuta a ridurre l'errore sistematico di memoria. I diari elettronici assicurano che gli inserimenti vengano effettuati come programmato e non, ad esempio, in un lotto immediatamente prima della visita della clinica. 
I diari dei pazienti sono anche un modo per scoprire se un paziente prende il farmaco secondo il programma di trattamento, che è un problema importante durante gli studi clinici e il trattamento di malattie degenerative con relativamente pochi sintomi. 